# Home amb una destral
Home amb una destral (en francès L'home à la hache) és un quadre del pintor Paul Gauguin fet el 1891, una de les primeres obres en la seva primera estada a Tahití. Es coneix per la referència núm. 430 del catàleg de Wildenstein.

## Context
Gauguin acabava d'arribar a Tahití i havia aconseguit una subvenció del Ministeri d'Educació Pública i Belles Arts francès a canvi d'una sèrie d'escenes de la vida a la Polinèsia. Va abandonar la capital Papeete per instal·lar-se en una cabana al districte de Mataeia. Gauguin descriu en Noa Noa l'escena que veu des de la seva cabana:
«És el matí. A prop del mar veig una piragua, i dins la piragua una dona; a la platja, un home gairebé nu; al costat de l'home hi ha un cocoter malalt […]. L'home aixeca amb les dues mans, en un gest harmoniós i àgil, una destral feixuga que deixa a dalt una empremta blava en el cel argentat, i a baix la seva incisió en l'arbre mort on reviuran en un instant de flames les calors seculars dia a dia atresorades.
»Al sòl porpra, unes llargues fulles serpentines d'un groc metàl·lic em semblaven els caràcters escrits d'alguna llengua oriental llunyana […]
»A la piragua, la dona endreçava unes xarxes. La línia blava de la mar era freqüentment rompuda pel verd de la cresta de les onades que queien sobre els esculls de corall.»

## Descripció

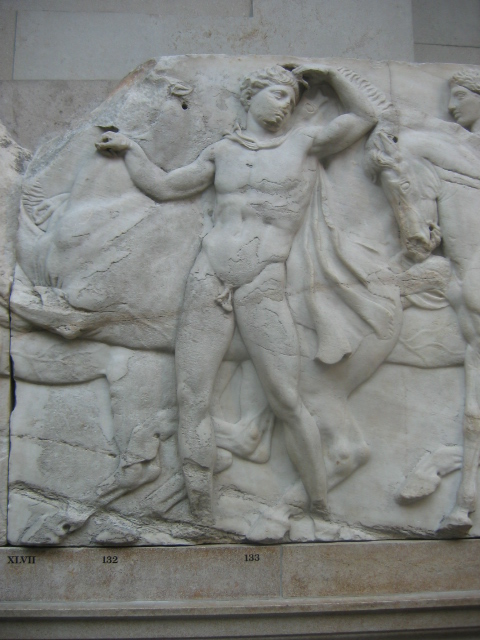
Un dels relleus del fris occidental del Partenó

Gauguin combina l'observació directa amb la llicència artística i el simbolisme. La composició és relativament tradicional, però allunyada dels estils acadèmics. Les formes arabesques i les figures tenen reminiscències de l'art grec i de l'oriental, mentre que l'escena és tahitiana. El colorit emprat és tradicional de la seva primera estada a Tahití. Destaca pels colors vius i plans, influenciats per les estampes japoneses.
Gauguin, allunyat a la Polinèsia dels museus, de les galeries d'art i dels pintors, es va emportar una col·lecció de postals i petites reproduccions d'obres d'art de diferents artistes i cultures. La figura de l'home amb la destral està basada en un relleu del fris occidental del Partenó de l'escultor Fídies. Gauguin en tenia una fotografia d'un motlle de l'original fet per Choisel-Gouffier. La imatge era invertida i conseqüentment la figura pintada és el revers de l'original grec.
La monumental figura masculina és una excepció en els quadres de Gauguin, que es va dedicar especialment a les figures femenines. El semblant efeminat del jove ha provocat especulacions sobre la bisexualitat de Gauguin.

## Obres relacionades
El motiu, el va reproduir en un dibuix amb tinta, però on desapareix la dona de darrere. La figura de l'home amb la destral torna a aparèixer al centre del quadre Matamoe (1982), la dona ajupida a Pescadores tahitianes (1891) i les «fulles serpentines» del terra les va tornar a pintar en I raro te oviri (1891).

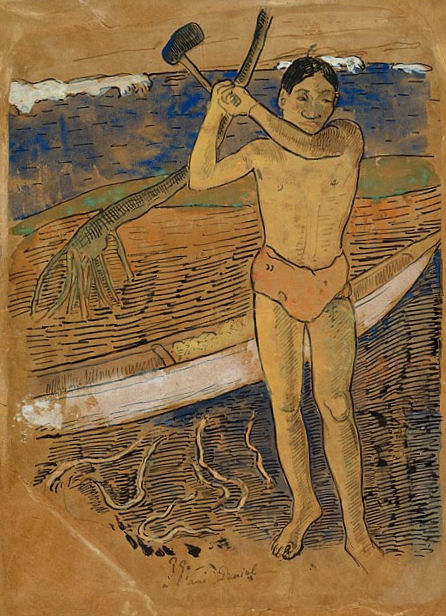
L'homme à la hache, 1893-1895, dibuix
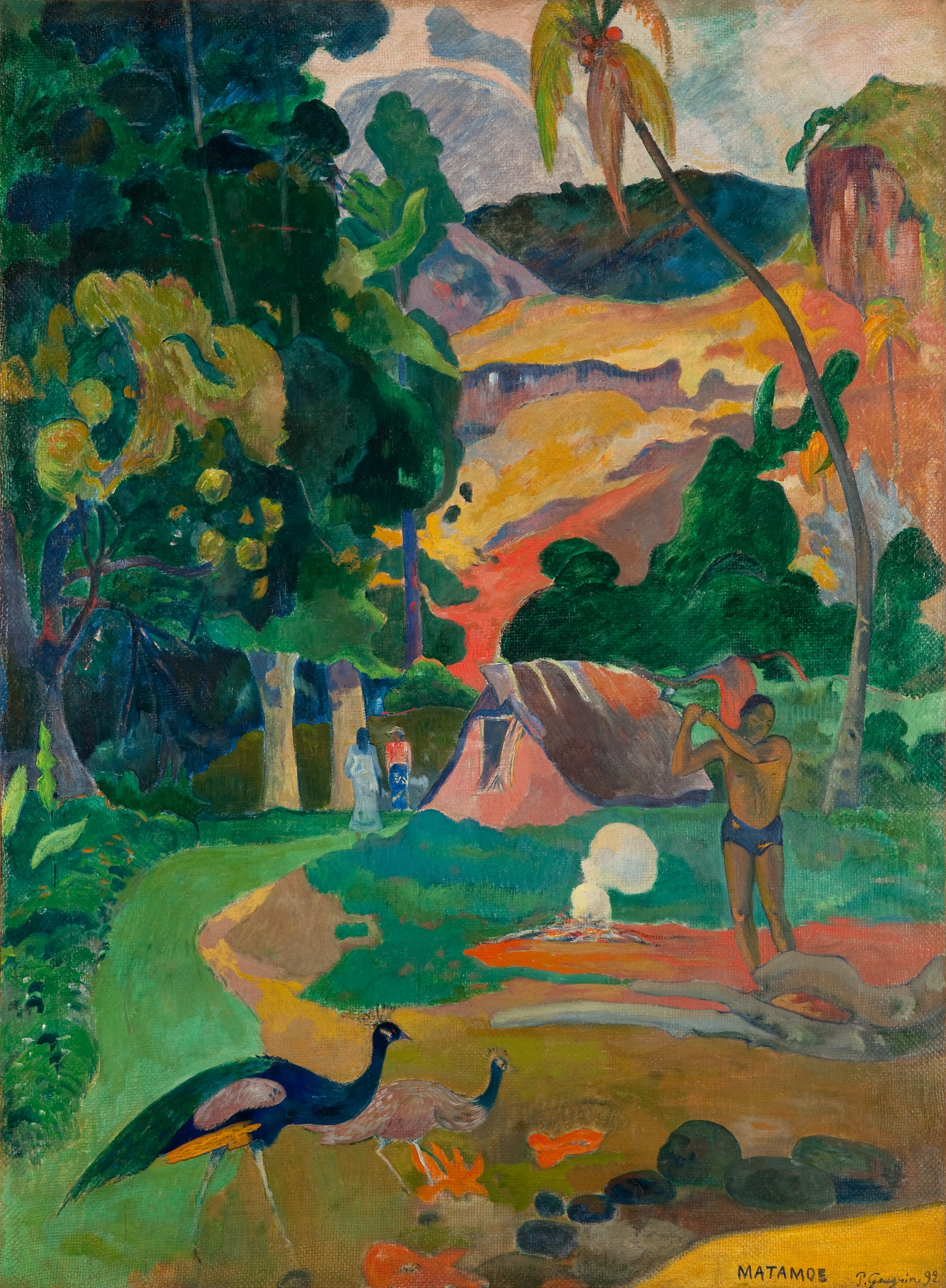
Matamoe, 1892
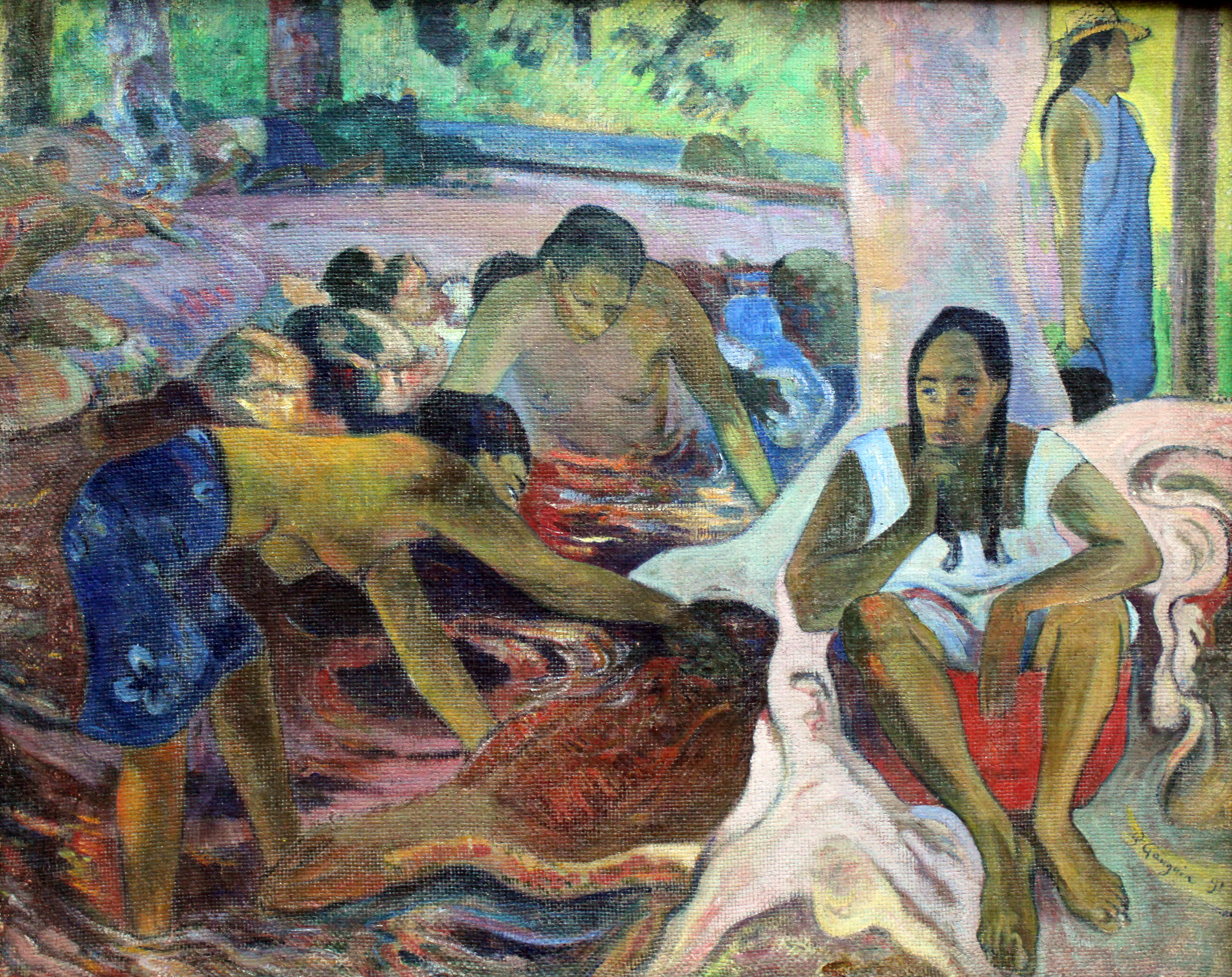
Pescadores tahitianes, 1891
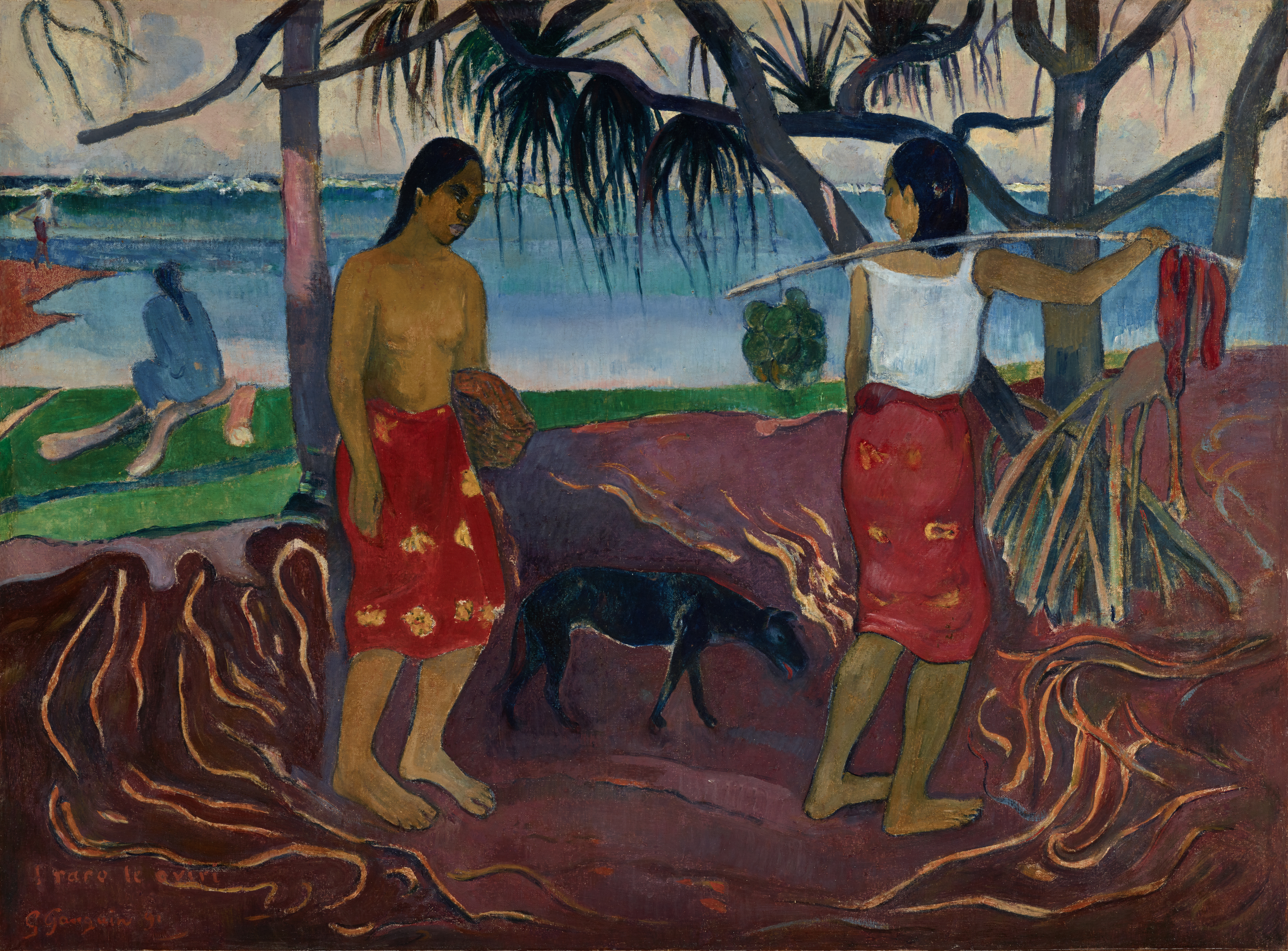
I raro te oviri, 1891

## Historial
El poeta Alfred Jarry va veure l'obra en l'exposició de París del 1893. El juny del 1894 era a Pont-Aven i va deixar un poema titulat L'home à la hache al llibre de visites de la pensió Gloanec on s'hostatjava Gauguin.
El quadre va ser comprat per l'influent comerciant d'art Ambroise Vollard, el 1895. No va ser posat de nou en venda fins al 2006, en què es creà una gran expectació, ja que és dels pocs quadres de Gauguin de propietat privada. El 8 de novembre del 2006 es va vendre en subhasta a Christie's (Nova York) per 40,3 milions de dòlars, i es convertí en l'obra millor pagada de l'artista.
L'obra està publicada en el catàleg de Wildenstein de 1964 amb el número 430, i en el catàleg de Gabriele Sugana de 1972 amb el número 265.